# 屈里耶尔
屈里耶尔（法語：Curières，法語發音：[kyʁjɛʁ]）是法国阿韦龙省的一个市镇，属于罗德兹区。

## 地理
屈里耶尔（44°39'10"N, 2°51'57"E）面积36.06 平方千米，位于法国奧克西塔尼大區阿韦龙省，该省份为法国南部内陆省份，位于法國中央高原南部，北起顺时针与康塔爾省、洛泽尔省、加尔省、埃罗省、塔恩省、塔恩-加龙省和洛特省接壤。
与屈里耶尔接壤的市镇（或旧市镇、城区）包括：孔东多布拉克、拉约勒、蒙佩鲁、圣于尔西兹。

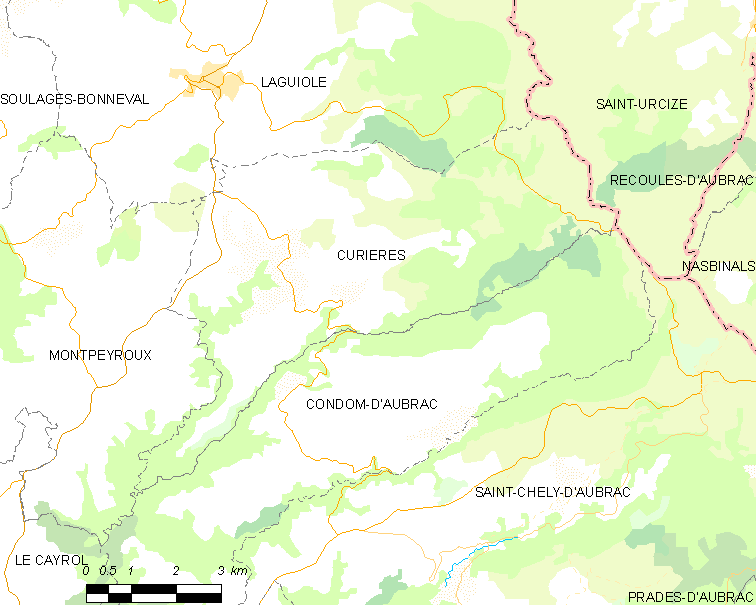
屈里耶尔的OSM定位图

屈里耶尔的时区为UTC+01:00、UTC+02:00（夏令时）。

## 行政
屈里耶尔的邮政编码为12210，INSEE市镇编码为12088。

## 政治
屈里耶尔所属的省级选区为欧布拉克-卡尔拉代斯县。

## 人口

1962-2008年间屈里耶尔人口变化图示

屈里耶尔于2022年1月1日时的人口数量为214人。